# Britons
Britons – brytyjska faszystowska i antysemicka organizacja działająca od 1919 r. do końca lat 40. XX w. w Wielkiej Brytanii
Organizacja została założona w lipcu 1919 r. przez Henry’ego Hamiltona Beamisha, syna angielskiego admirała oraz uczestnika II wojny burskiej. Jej program był bardzo silnie antysemicki. Nie wykluczano nawet eksterminacji Żydów, usprawiedliwiając to wymordowaniem przez starożytnych Izraelitów pierwotnych mieszkańców Palestyny. W sierpniu 1922 r. działacze Britons powołali Brytyjskie Stowarzyszenie Wydawnicze (Britons Publishing Society), które wydało „Protokoły mędrców Syjonu”. Po wyjeździe przywódcy Britons z Wielkiej Brytanii faktyczne kierowanie organizacją przejął John Henry Clarke, dotychczasowy zastępca H. H. Beamisha, który nadal pozostał przewodniczącym aż do jego śmierci w 1948 r. Nawiązano wówczas współpracę z prawym skrzydłem Partii Konserwatywnej i pozyskano tak znanych ludzi, jak wynalazca Arthur Kitson, czy generał-brygadier R.B.D. Blakeney. Utrzymywano też ścisłe kontakty z Imperialną Ligą Faszystów Arnolda Leese’a. Głównym celem Britons było zmuszenie wszystkich brytyjskich Żydów do emigracji do Palestyny. Poprzez Britons Publishing Society wydawano wiele antyżydowskich publikacji i prowadzono ogólnie antysemicką propagandę. Głoszono również hasła antyniemieckie, antykomunistyczne, antyirlandzkie i występowano przeciwko wszystkim obcym wpływom w Wielkiej Brytanii. W latach II wojny światowej działalność organizacji praktycznie zamarła. Britons egzystowali jeszcze do końca lat 40.